# Strioterebrum fuscotaeniatum
Strioterebrum fuscotaeniatum is een slakkensoort uit de familie van de Terebridae. De wetenschappelijke naam van de soort is voor het eerst geldig gepubliceerd in 1925 door Thiele.